# Ветерница (Нови Голубовец)
Ветерница је насељено место у општини Нови Голубовец, Крапинско-загорска жупанија, Хрватска.

## Историја
До територијалне реорганизације у Хрватској била је у саставу старе општине Златар-Бистрица.

## Становништво
У попису становништва из 2011. године, Ветерница је имала 169 становника.
| Број становника према пописима | Број становника према пописима | Број становника према пописима | Број становника према пописима | Број становника према пописима | Број становника према пописима | Број становника према пописима | Број становника према пописима | Број становника према пописима | Број становника према пописима | Број становника према пописима | Број становника према пописима | Број становника према пописима | Број становника према пописима | Број становника према пописима | Број становника према пописима |
| ------------------------------ | ------------------------------ | ------------------------------ | ------------------------------ | ------------------------------ | ------------------------------ | ------------------------------ | ------------------------------ | ------------------------------ | ------------------------------ | ------------------------------ | ------------------------------ | ------------------------------ | ------------------------------ | ------------------------------ | ------------------------------ |
| 1857                           | 1869                           | 1880                           | 1890                           | 1900                           | 1910                           | 1921                           | 1931                           | 1948                           | 1953                           | 1961                           | 1971                           | 1981                           | 1991                           | 2001                           | 2011                           |
| 209                            | 251                            | 314                            | 304                            | 424                            | 429                            | 411                            | 407                            | 464                            | 434                            | 369                            | 296                            | 251                            | 212                            | 184                            | 169                            |

Напомена: Године 1880. садржи податке за насеље Велика Ветерничка.